# CXCL10
CXCL10（英語：C-X-C motif chemokine 10）是一小分子的细胞因子属于CXC趋化因子家族，又被称作“干扰素伽玛诱导的10千道尔顿蛋白”（10 kDa interferon-gamma-induced protein，IP-10）。干扰素伽玛可以在多种细胞（如巨噬细胞，单核细胞，内皮细胞和成纤维细胞）中诱导CXCL10的表达。CXCL10的功能包括对T细胞和单核细胞的细胞趋化作用，促进T细胞黏附于内皮细胞，抗肿瘤，及血管新生。人类的CXCL10基因与CXCL9，CXCL11的基因相邻聚集在第四染色体上。CXCL10, CXCL9和CXCL11结合趋化因子受体CXCR3而起其细胞趋化作用。